# Revolution Radio
Revolution Radio — двенадцатый студийный альбом американской панк-рок-группы Green Day, выпущенный 7 октября 2016 года на лейбле Reprise Records. Ведущий сингл, «Bang Bang», был выпущен 11 августа. Также до выпуска альбома были выпущены песни «Revolution Radio» и «Still Breathing», которые вышли 9 и 23 сентября соответственно. В день выхода альбома на официальный сайт группы было загружено видео на песню «Youngblood».
Revolution Radio — первый альбом со времён 21st Century Breakdown, который группа записала в качестве трио, после того, как Джейсон Уайт вновь стал сессионным музыкантом.
Revolution Radio дебютировал на первом месте американского хит-парада Billboard 200 с тиражом 95,000 альбомных эквивалентных единиц (с учётом треков и стриминга), включая 90,000 альбомных продаж. Это 3-й диск группы на позиции № 1 в США после American Idiot (три недели № 1 в 2004 и 2005) и 21st Century Breakdown (2009).

## Создание
Работа над альбомом началась в 2014 году во время перерыва после тура «99 Revolutions Tour», который последовал за выходом альбомов ¡Uno!, ¡Dos! и ¡Tré! в 2012 году.
Заявив, что усилия, потраченные на выпуск трилогии предыдущих альбомов, не оправдали себя, Билли Джо Армстронг, фронтмен группы, указал, что при создании нового альбома «не будет жертвоваться столько сил». По его словам, песня «Bang Bang» описывает «культуру массовой стрельбы, которая родилась в Америке и поддерживается СМИ». Также он говорит, что альбом является отражением того насилия, которое происходит в США.

## Рецензии
| Совокупная оценка | Совокупная оценка |
| Источник          | Оценка            |
| ----------------- | ----------------- |
| Metacritic        | 72/100            |
| Оценки критиков   |                   |
| Источник          | Оценка            |
| AllMusic          | [ 9 ]             |
| Alternative Press | [ 10 ]            |
| The Guardian      | [ 11 ]            |
| Mojo              | [ 12 ]            |
| NME               | [ 13 ]            |
| Q                 | [ 14 ]            |
| Rolling Stone     | [ 1 ]             |
| Slant Magazine    | [ 15 ]            |
| Uncut             | [ 16 ]            |
| Kerrang!          | [ 17 ]            |

Revolution Radio получил положительные отзывы от критиков. На Metacritic альбом получил оценку в 72 баллов из 100 на основе 29 рецензий с вердиктом «преимущественно положительные отзывы».
Аарон Берджесс из Alternative Press заметил, что «Green Day впервые за годы не имеет ответов на все вопросы, но из-за их старания добыть их они наиболее близки к истине». Гвилим Мамфорд из The Guardian заявил, что «[после нескольких последних альбомов] группа решила вернуться к истокам, и альбом является наиболее сфокусированной работой группы. Сингл „Bang Bang“ задаёт тон альбому, в котором внимание обращается на психоз, вызванный массовыми стрельбами».

## Список композиций
Все тексты написаны Билли Джо Армстронгом.
| №                   | Название                | Длительность |
| ------------------- | ----------------------- | ------------ |
| 1.                  | «Somewhere Now»         | 4:08         |
| 2.                  | «Bang Bang»             | 3:25         |
| 3.                  | «Revolution Radio»      | 3:00         |
| 4.                  | «Say Goodbye»           | 3:39         |
| 5.                  | «Outlaws»               | 5:02         |
| 6.                  | «Bouncing Off the Wall» | 2:40         |
| 7.                  | «Still Breathing»       | 3:44         |
| 8.                  | «Youngblood»            | 2:32         |
| 9.                  | «Too Dumb to Die»       | 3:23         |
| 10.                 | «Troubled Times»        | 3:04         |
| 11.                 | «Forever Now»           | 6:52         |
| 12.                 | «Ordinary World»        | 3:00         |
| Общая длительность: | Общая длительность:     | 44:29        |

| №   | Название                                                          | Длительность |
| --- | ----------------------------------------------------------------- | ------------ |
| 13. | «Letterbomb» (живое исполнение в Чула-Висте 2 сентября 2010 года) | 4:34         |

## Чарты и сертификации
| Чарт (2016)                            | Высшая позиция |
| -------------------------------------- | -------------- |
| Австралия (ARIA)                       | 1              |
| Австрия (Ö3 Austria)                   | 4              |
| Бельгия/Фландрия (Ultratop)            | 1              |
| Бельгия/Валлония (Ultratop)            | 6              |
| Канада (Canadian Albums Chart)         | 1              |
| Хорватия (IFPI)                        | 1              |
| Danish Albums (Hitlisten)              | 31             |
| Нидерланды (Album Top 100)             | 4              |
| Финляндия (Suomen virallinen lista)    | 5              |
| French Albums (SNEP)                   | 16             |
| Германия (Offizielle Top 100)          | 1              |
| Greek Albums (IFPI Greece)             | 1              |
| Венгрия (MAHASZ)                       | 6              |
| Ирландия (IRMA)                        | 1              |
| Италия (Classifica album)              | 1              |
| Япония (Oricon)                        | 8              |
| Республика Корея (Gaon)                | 1              |
| Новая Зеландия (RMNZ)                  | 1              |
| Норвегия (VG-lista)                    | 8              |
| Польша (ZPAV)                          | 20             |
| Португалия (AFP)                       | 8              |
| Шотландия (Scottish Albums Chart)      | 1              |
| Spanish Albums (PROMUSICAE)            | 5              |
| Швеция (Sverigetopplistan)             | 1              |
| Швейцария (Schweizer Hitparade)        | 1              |
| Taiwanese Albums (Five Music)          | 5              |
| Великобритания (UK Albums Chart)       | 1              |
| США (Billboard 200)                    | 1              |
| США (Billboard Top Alternative Albums) | 1              |
| США (Billboard Top Rock Albums)        | 1              |

| Чарт (2016)                        | Позиция |
| ---------------------------------- | ------- |
| Australian Albums (ARIA)           | 89      |
| Austrian Albums (Ö3 Austria)       | 69      |
| Belgian Albums (Ultratop Flanders) | 89      |
| Belgian Albums (Ultratop Wallonia) | 144     |
| Italian Albums (FIMI)              | 71      |
| Swiss Albums (Schweizer Hitparade) | 71      |
| UK Albums (OCC)                    | 94      |
| US Billboard 200                   | 195     |

| Великобритания (BPI)                                | золотой | 100 000* |
| * данные о продажах основаны только на сертификации |         |          |

## Участники записи

### Green Day
- Билли Джо Армстронг – вокал, гитара, продюсер
- Майк Дёрнт – бас-гитара, бэк-вокал, продюсер
- Тре Кул – ударные, перкуссия, продюсер

### Дополнительные участники
- Крис Дуган – звукоинженер[58]
- Эндрю Шепс – сведение[58]
- Эрик Буланже – мастеринг[58]